# Adrian (Wisconsin)
Adrian és un poble situat al comtat de Monroe a l'estat nord-americà de Wisconsin.

## Geografia
Segons l'Oficina del Cens dels Estats Units, Adrian té una superfície total de 91.41 km², de la qual 91.39 km² corresponen a terra ferma i (0.02 %) 0.02 km² és aigua.

## Demografia
Segons el cens de 2010, hi havia 762 persones residint a Adrian. La densitat de població era de 8,34 hab./km².
Dels 762 habitants, Adrian estava compost pel 97.77 % de blancs, el 0.52 % eren afroamericans, el 0.13 % eren asiàtics, el 0.26 % eren d'altres races i l'1.31 % pertanyien a dos o més races. Del total de la població el 2.62 % eren |hispans o llatins de qualsevol raça.